# Ner-A-Car
La Ner-A-Car fou una motocicleta del tipus "peus avançats" que dissenyà el nord-americà Carl Neracher el 1918. Tenia un xassís inusual de canal d'acer, molt semblant al d'un automòbil, i transmissió a la roda anterior, cosa que la convertia en "gairebé un cotxe" (en anglès, nearly a car). La Ner-A-Car va ser la motocicleta de direcció de boixa central més reeixida mai produïda (les seves vendes van eclipsar amb escreix exemples anteriors o posteriors d'aquest tipus de disseny, com ara la Yamaha GTS1000 o la Bimota Tesi). La Ner-A-Car Corporation en va fabricar vora 10.000 unitats als Estats Units amb el nom de "Neracar", mentre se suposa que a Anglaterra, entre el 1921 i el 1926, la companyia Sheffield-Simplex n'hi va produir al voltant de 6.500 sota llicència amb el nom de "Ner-A-Car".

## Disseny

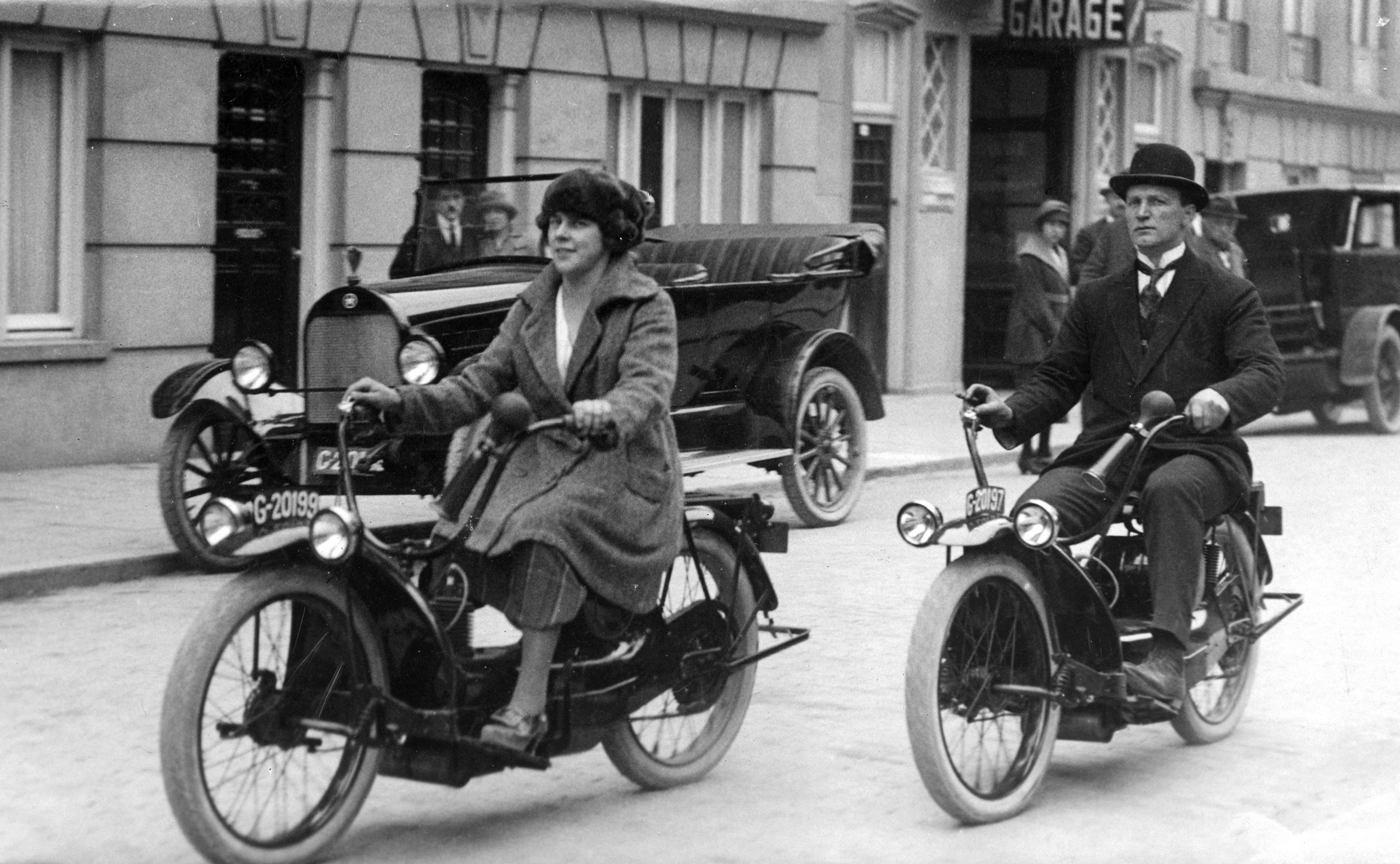
Dos conductors de Ner-A-Car als Països Baixos el 1923

El disseny de Carl Neracher tenia diverses característiques inusuals, entre elles el xassís de marc perimetral de baixa inclinació, direcció de boixa central, carrosseria tancada, posició de conducció amb els peus avançats i transmissió de fricció accionada pel volant d'inèrcia. El bastidor de baixa inclinació, la suspensió anterior, la direcció al centre de la boixa i la llarga distància entre eixos contribuïen a l'estabilitat excepcional de la part cicle.
La transmissió de fricció era similar en concepte a una de variable contínua i tenia cinc sagnats fixos a la palanca de canvi que corresponien a les relacions de transmissió predeterminades. La roda amb tracció per fricció es movia entre la vora central i exterior del volant d'inèrcia a l'hora d'efectuar un canvi en la relació de transmissió; a prop del centre hi havia la velocitat "inferior" i més lluny, cap a la vora, hi havia la "més alta". El disseny era senzill i enginyós, amb una sensació gairebé de transmissió automàtica.
Carl Neracher es basava en un disseny de 1911 del fabricant Detroit Bi-Car Co. El president d'aquella empresa, John J. Chapin, n'hi va concedir una llicència (tal com es reconeixia al xassís de la Neracar). La Neracar s'assemblava a la Bi-Car en el disseny, el qual era "un intent de construir un vehicle de dues rodes que abastés moltes de les característiques desitjables de l'automòbil". La Bi-Car tenia un xassís tipus automòbil de xapa fina d'acer, amb dos braços avançats del xassís que sostenien la roda anterior, la qual es dirigia per un enllaç al manillar. La Neracar també s'assemblava a la Militaire Autocycle de 1911, model que també tenia una posició de conducció de peus avançats, xassís d'acer premsat i direcció de boixa central. Tanmateix, la Detroit Bi-Car i la Militaire no eren pas la primera motocicleta de producció amb direcció de boixa central: sembla que aquesta fita correspon a la Zenith Bi-Car de 1905, la qual fou dissenyada amb llicència de la patent de 1904 de la Bi-Car de Tooley.

## Fabricació i promoció

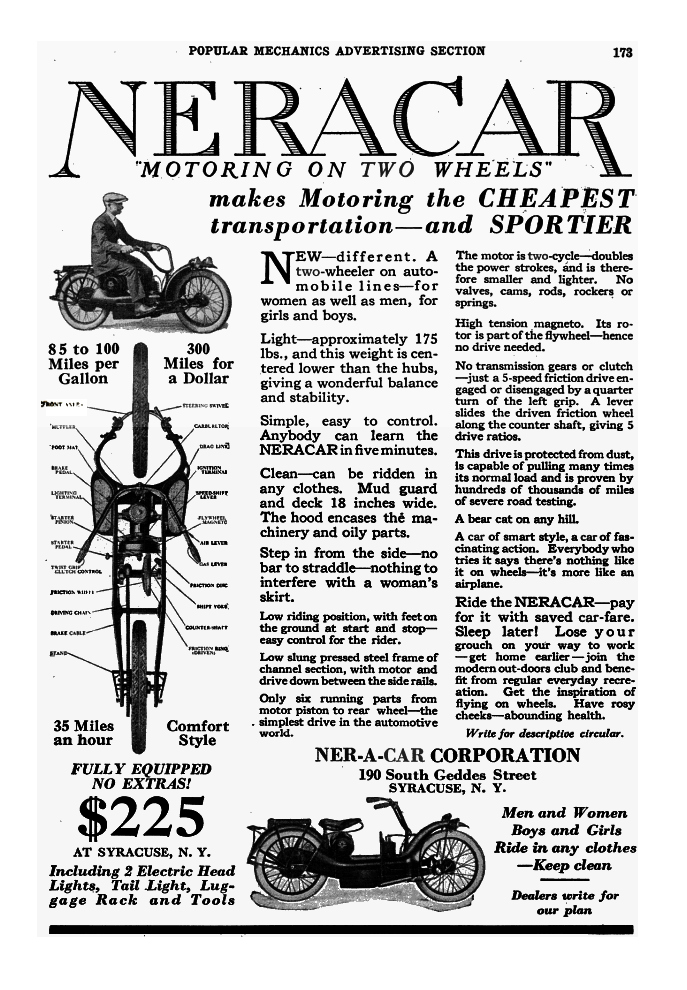
Anunci de Neracar publicat el juliol de 1922 a Popular Mechanics.

Abans de trobar inversors que la fabriquessin als Estats Units, Neracher va llicenciar el seu disseny a l'empresa anglesa Sheffield-Simplex per a fabricar la Ner-A-Car per als mercats britànic i de la Commonwealth. Finalment, un grup d'inversors entre els quals hi havia King C. Gillette i el fundador de la Crouse-Hinds Company, B. Crouse, van finançar la Ner-A-Car Corporation, la qual va començar la producció de la Neracar l'octubre de 1921.
La Ner-A-Car es va comercialitzar com a alternativa de baix cost de l'automòbil. Els anunciants van donar a conèixer el disseny de pas a través de la Ner-A-Car i la seva protecció contra la brutícia de la carretera i els fluids del motor, detalls que permetien als seus usuaris portar roba normal (faldilles, sotanes i kilts inclosos) mentre la conduïen.
A la tardor de 1922, Erwin G. "Cannonball" Baker va viatjar en una Neracar des de Staten Island (Nova York) fins a Los Angeles (Califòrnia). El viatge de 5.414 km va durar 174 hores i un minut, amb un cost total de 15,70 dòlars de l'època. Posteriorment, Baker va obrir un concessionari Neracar a Los Angeles.
La Ner-A-Car va guanyar diverses medalles per la seva fiabilitat en proves de carretera de llarga distància, incloent-hi el premi per equips a la prova de les 1.000 milles per a motocicletes de sèrie (Stock Machine Trial) de l'ACU el 1925.

## Models

### Neracar (Estats Units)
La Ner-A-Car Corporation de Syracuse (Nova York) va fabricar tres models de Neracar. La Type A tenia seient individual, motor de dos temps original de 221 cc, far i fanal posterior. La Type B tenia un motor més gran, dos seients i dos fars. Una versió comercial, la Type CB, duia un parell de fars, un parell de frens de tambor a la roda del darrere i una caixa de transport d'acer de 68 litres de capacitat.
El novembre de 1927 es va anunciar una Neracar de cinc velocitats amb el nom de Christmas Special ("Especial de Nadal") al preu de 175 dòlars. Aquell mateix any, però, es va posar fi a la producció de la Neracar.

### Ner-A-Car (Regne Unit)

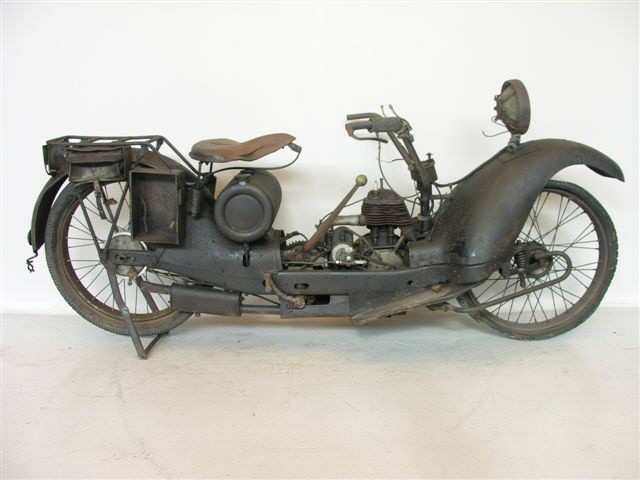
La Ner-A-Car amb motor Blackburne de 1925

Sheffield-Simplex, l'empresa britànica amb llicència de fabricació de Neracher, va començar la producció de la Ner-A-Car el 1921 amb el disseny americà original, amb el motor de dos temps de 221 cc i la transmissió per fricció. El 1923, el motor es va ampliar a 285 cc, amb un diàmetre de 70 mm i una cursa de 74 mm.
Sheffield-Simplex en va desenvolupar una nova versió amb motor de vàlvula lateral de quatre temps Blackburne de 348 cc (diàmetre per carrera de 71 x 88 mm), amb transmissió manual Sturmey-Archer de tres velocitats. Aquesta versió es va llançar el 1925 com a Model C, mentre el model anterior de dos temps de tracció per fricció continuava essent el Model B. També es va oferir un model Sports C, amb una versió de vàlvula aèria del motor del Model C.
El 1926 es va llançar un model de luxe amb suspensió posterior de braç oscil·lant controlat per ballestes el·líptiques, seient de butaca amb coixins d'aire, carenat amb parabrisa Triplex ajustable i quadre d'instruments. Un contraeix concèntric amb el pivot del braç oscil·lant era impulsat per una cadena de transmissió i movia la roda posterior. L'addició de suspensions posteriors va augmentar la distància entre eixos del model de luxe fins a 1,74 m.
La producció de la Ner-A-Car per Sheffield-Simplex es va acabar a la tardor de 1926.